# Cimetière militaire de Tartu
Le cimetière militaire de Tartu, (en estonien : Tartu sõjaväekalmistu) est un cimetière de Tartu, en Estonie. 

## Présentation
Le cimetière est situé dans la partie nord-ouest du cimetière de Raadi. 
L'entrée principale du cimetière est rue Nurme tänav et sa superficie est de 1,9 hectare. 
La réserve naturelle Ebatsugaalee est située dans le cimetière.
Le cimetière a ouvert le 9 juin 1924. Le 5 décembre, le cadet Aleksander Teder, tombé pour la république d'Estonie lors de la tentative de coup d'État du 1er décembre 1924, a été enterré dans le cimetière. 
En 1926, un mémorial de la guerre d'indépendance dédié aux libérateurs du sud de l'Estonie a été érigé au cimetière.
Le mémorial a été démoli à la fin des années 1940.
Pendant l'occupation soviétique, les soldats soviétiques qui ont servi à Tartu ont également été enterrés dans le cimetière. 
Le cimetière devait être transformé en parc en 1987, mais ce plan n'a pas pu être mis en œuvre. Le mémorial de la guerre d'indépendance a été restauré entre 1988 et 1991, en utilisant des parties enterrées de l'ancien mémorial.
Le cimetière a été reconnu monument culturel en 1997 (monument n° 4323). Dans le cimetière, il y a une fosse commune de ceux qui sont morts pendant la Seconde Guerre mondiale, qui a été reconnue comme monument culturel distinct en 1998 (monument n° 4352).
Les cercueils ne sont plus enterrés en raison de la proximité de puits. 
Une zone d'inhumation des urnes a été aménagée.

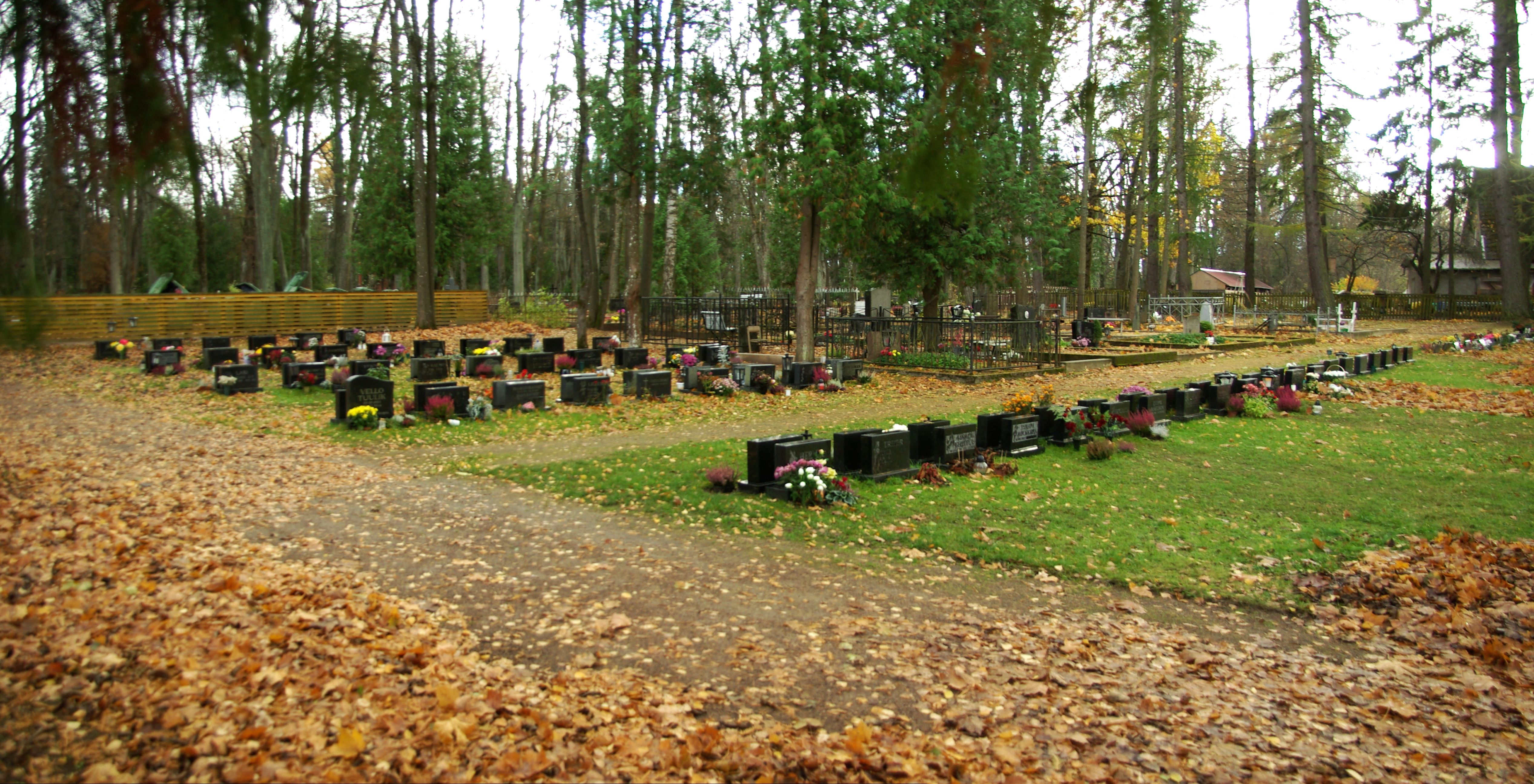
Le cimetière est situé dans la partie nord-ouest du cimetière de Raadi.